# 圣梅曼 (科多尔省)
圣梅曼（法語：Saint-Mesmin，法語發音：[sɛ̃ mɛmɛ̃]）是法国科多尔省的一个市镇，位于该省中部偏西南，属于蒙巴尔区。

## 地理
圣梅曼（47°20'32"N, 4°39'10"E）面积17.62 平方千米，位于法国勃艮第-弗朗什-孔泰大區科多尔省，该省份为法国中东部省份，北起奥布省，西接涅夫勒省和约讷省，南至索恩-卢瓦尔省，东南接汝拉省，东临上索恩省，东北部与上马恩省接壤。
与圣梅曼接壤的市镇（或旧市镇、城区）包括：舍瓦奈、圣昂托、维耶伊穆兰、阿沃讷、德雷、格罗布瓦昂蒙塔涅、马尔瑟卢瓦、松贝农、安塞勒弗朗、韦雷苏德雷。
圣梅曼的时区为UTC+01:00、UTC+02:00（夏令时）。

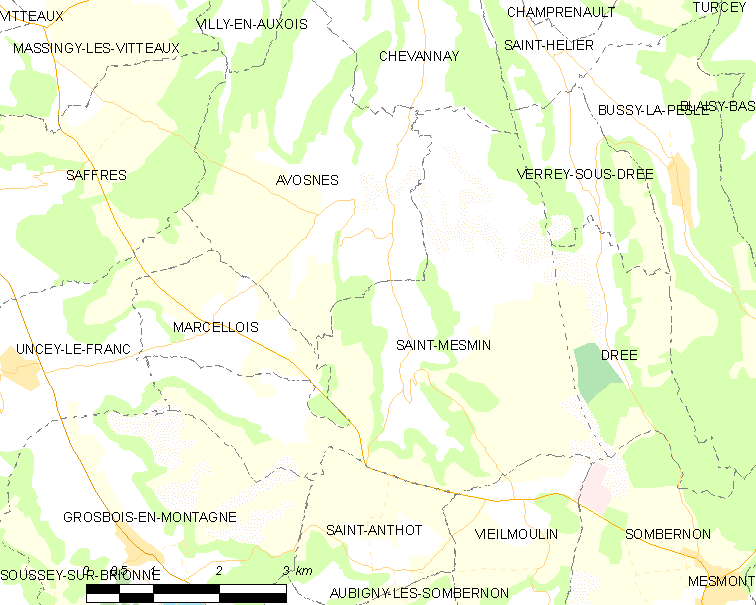
圣梅曼的OSM定位图

## 行政
圣梅曼的邮政编码为21540，INSEE市镇编码为21563。

## 政治
圣梅曼所属的省级选区为欧苏瓦地区瑟米尔县。

## 交通
科多尔省省道D9线、D9F线和D119线经过境内。

## 人口

1962-2008年间圣梅曼人口变化图示

圣梅曼于2022年1月1日时的人口数量为111人。